# Marco Polo Reiseführer

Logo

Marco Polo Reiseführer (Markenname in Majuskeln) sind mit 260 Titeln die meistverkauften Reiseführer in Deutschland und Europa und werden von der MairDumont-Gruppe in Ostfildern bei Stuttgart herausgebracht. Sie waren bei Einführung in den Markt 1991 die ersten farbigen Kompaktreiseführer und zeichnen sich durch kurze Informationsabschnitte aus. Herzstück der Reihe sind die „Insider-Tipps“, deren Autoren vor Ort leben.

## Geschichte
1948 gründete Kurt Mair das Kartografische Institut Kurt Mair. 1952 erfolgte die Umbenennung in Mairs Geographischer Verlag und heißt – aufgrund der Übernahme des Dumont Verlags – seit 2005 MairDumont. Bis Anfang der 1970er Jahre war der Verlag in Stuttgart ansässig, verlegte aus Platzgründen den Firmensitz dann nach Ostfildern-Kemnat. Die Straße des Firmensitzes erhielt den Namen Marco-Polo-Straße, der entstehende Bürogebäude-Komplex Marco Polo Zentrum.
Geführt wurde das Unternehmen vom Gründer Kurt Mair bis zu dessen Tod 1957, dann übernahm sein Sohn Volkmar Mair die Geschäftsführung.
1986 wurde der Name Marco Polo weltweit geschützt. Nun bestand bei Mairs Geographischer Verlag schon längere Zeit der Wunsch, neben dem Baedeker, einem renommierten, inhaltsreichen Reiseführer, eine neue und preisgünstige Reiseführer-Reihe aufzulegen. Da der geschützte Name innerhalb von fünf Jahren benutzt werden muss, gründete Volkmar Mair mit Hilfe von Redakteur Ferdinand Ranft die Reiseführer-Serie Marco Polo.
MairDumont gründete 2011 das Tochterunternehmen Marco Polo Travel Publishing und eröffnete 2015 eine eigene Kindertagesstätte Marco Polo Kids, in der sich eine Krippe und ein Kindergarten befinden.

## Entwicklung
1991 erschienen die ersten 39 Marco Polo Reiseführer zum Stückpreis von 10 Deutschen Mark. Seit Beginn wurde das typische Marco-Polo-Logo (bestehend aus dem Schriftzug „Marco Polo“, dessen zwei Worte eine stilisierte Weltkugel trennt) verwendet.
1993 wurde der erste Anti-Reiseführer Antarktis (zwischenzeitlich nicht mehr im Programm) veröffentlicht.
1994 wurden die Bände durch Einführung der „Dreifachklappe“ mit mehr Karten ausgestattet und Marco Polo wurde Marktführer auf dem Gebiet der deutschsprachigen Reiseführer.
1995 wurden alle Insider-Tipps im Text gelb unterlegt, damit die Lesenden sie auf einen Blick sehen. Marco Polo wurde zur Dachmarke des Verlags.
1996 wurde ein neuer achtseitiger Sprachführerteil eingeführt und das Kapitel „Mit Marco Polo ins Grüne“.
1998 erfolgte ein großer Relaunch: Die Einführung des integrierten Marco Polo Reiseatlas bzw. Cityatlas und zusätzlich ein vierseitiges Routenkapitel.
1999 kostete ein Reiseführer 14,80 Deutsche Mark.
2002 erfolgte erneut ein Relaunch mit neuer Optik und erweiterten Inhalten („Der perfekte Tag“, „Die perfekte Route“). Außerdem erschien Marco Polo „Berliner“, ein Hochglanz-Magazin für Berlin-Touristen, und es erfolgte die Produkteinführung der Compact Guides und Language Guides.
2003 wurden erneut zwei neue Reiseführer eingeführt – danach gab es auch Marco Polo für Ortsansässige: „Stuttgart für Stuttgarter“, „Berlin für Berliner“.
2005 wurde die Marco Polo Autokarte mit Reiseguide veröffentlicht und in der neuen Auflage der Marco Polo Reiseführer wurde das erste Mal auf dem Cover auf die eigene Website verwiesen.
2006 kamen die ersten Marco Polo „Kulinarisch Reisen“ Reiseführer auf den Markt, von denen es insgesamt sechs Bände gab, außerdem erschien das Buch Fußball WM-Städte 2006 anlässlich der Fußball-Weltmeisterschaft.
2007 erschien zudem eine neue Kartenserie mit Marco Polo Länderkarten.
Eine weitere Veränderung verzeichnet das Jahr 2008, als die Bände einem Lifestyle-Magazin nachempfunden wurden und jedes Kapitel um „Low Budget“-Tipps ergänzt wurde.
2009 erschienen 16 neue Marco Polo Reiseführer komplett überarbeitet, mit dem neuen Kapitel „Volles Programm“, praktischen Zeigebildern, extra Slang-Kapiteln und mehr Insider-Tipps; außerdem die Bände Deutschland: die schönsten Touren und Spaziergänge, Balkonien und Reisefotobuch.
2011 entstand ein New York Reiseführer in Kooperation mit dem Künstler James Rizzi.
2012 wurde die Reihe erneut komplett überarbeitet und umgestaltet, ein Band kostete in Deutschland nun 11,99 Euro. Einige Bände erschienen 2012 in der 20. Auflage.
2015 entstand die Reihe „Raus & Los“ für Naturliebhaber.
2016 war ein Jubiläumsjahr: Der Verlag feierte 25 Jahre Marco Polo Reiseführer, der sechste Relaunch mit 80 neuen Bänden umfasste neue Erlebnistouren, Events, News und eine neue optische Aufmachung. Die Reihe Mach’s in erschien ein Jahr später für Hamburg, Stuttgart, Frankfurt, Berlin, München, Köln und Wien. 2018 gab es einen Relaunch der City-Guides mit einer Überarbeitung der Inhalte sowie der Gestaltung und der Änderung des Titels zu Die beste Stadt der Welt.
Marco Polo war der erste Reiseführer, der direkt mit dem Internet verlinkt war. Jedem  Band wurde eine eigene Webadresse zugewiesen, wo der Leser entsprechende tagesaktuelle Informationen abrufen konnte.
2019 kostete ein Reiseführer in Deutschland 12,99 Euro.

## Digitale Entwicklung
2000 ging marcopolo.de mit Reiseinformationen online. 2003 wurde Falk Marco Polo Interactive gegründet, eine Fusion von Falk Media GmbH und Marco Polo New Media. Die internetaktiven Marco-Polo-Reise-DVDs mit Insider-Tipps kamen 2004 auf den Markt und 2007 sechs Marco-Polo-Hörbücher. Seit 2008 wurde das Portal erweitert – unter anderem mit Social-Media-Elementen.
2009 übernahm Frank Mair 80 % der Anteile von Falk Marco Polo Interactive – in diesem Bereich gab es nun zwei Gesellschaften FALK NAVIGATION (früher Marco Polo Interactive) und FALK Content & Internet Solutions (Neugründung). Die Inhalte der Marco Polo Reiseführer waren mobil abrufbar.
Mit Navigationsgeräten der Falk M-Serie Marco Polo Edition konnten bis zu einer Million Sehenswürdigkeiten angesteuert werden. Die wichtigsten davon wurden mit Bild und Ton vorgestellt und hatten einen bis zu 4.000 Zeichen langen Erklärungstext, was etwa einer DIN-A4-Seite entspricht. Die M-Serie war 15,5 Millimeter hoch und verfügte über einen 3,5-Zoll-Bildschirm.
Seit Januar 2009 waren 28 Marco Polo Reiseführer auch für das iPhone und den iPod Touch in iTunes erhältlich. Der Inhalt entsprach dem der gedruckten Reiseführer, aber mit mehr Einträgen, und war auch offline nutzbar. 2010 wurde die erste iPad-App der Marke mit dem Namen Marco Polo Berlin erleben veröffentlicht. 2012 brachte Marco Polo 40 neue E-Books auf den Markt.
Der Sender MARCO POLO TV GmbH wurde 2013 gegründet und am 1. Dezember 2013 startete der Pay-TV-Sender Marco Polo TV. 2014 kam der Wetterbericht hinzu.
Zum 25-jährigen Jubiläum erfolgte der Relaunch der Reiseführer mit neuer kostenloser Touren-App und Update-Service. Auch die Website wurde 2017 einer Neugestaltung unterzogen.

## Positionierung
Marco Polo ist mit rund 260 Titeln weltweit, darunter 40 Titel über deutsche Ziele, die größte Reiseführerserie in Deutschland und mit einem Marktanteil von 23,2 % (Stand Juli 2008) Marktführer in Deutschland und Europa. Seit Erscheinen wurden über 100 Millionen Marco Polo Reiseführer verkauft. Jeder vierte verkaufte Reiseführer in Deutschland war 2016 ein Marco Polo Reiseführer.
Übersetzt sind die Reiseführer ins Englische, Niederländische, Italienische, Polnische, Tschechische und Ungarische.

## Weitere Reihen
Unter der Marke Marco Polo werden auch Stadtführer, Sprachführer, Reise-Hörbücher, Kulinarische Reiseführer, Kartografien und Sondertitel verlegt.
Die Kartenserie wurde 2007 vom RV-Verlag übernommen und in Marco Polo umbenannt. Die Marco Polo Regionalkarten gibt es von Frankreich, Italien, Spanien, Griechenland und Kroatien, die Länderkarten gibt es von sämtlichen Nationen Europas und die Kontinentalkarten zeigen Länder und Kontinente außerhalb Europas.
Im Januar 2009 wurden auch die bekannten Generalkarten von Deutschland, Österreich und Italien in Marco Polo Karten umbenannt und überarbeitet.
Die Reiseführer von Phoenix Reisen basieren auf den Inhalten von Marco Polo, werden aber gezielt für die jeweilige Reise zusammengestellt und erscheinen im Phoenix Design.